# Putaansaari (ö i Lappland, Tunturi-Lappi, lat 68,45, long 22,36)
Putaansaari är en ö i Finland. Den ligger i Muonioälven och i kommunen Enontekis i den ekonomiska regionen  Fjäll-Lappland  och landskapet Lappland, i den norra delen av landet, 900 km norr om huvudstaden Helsingfors. Öns area är 8,9 hektar och dess största längd är 0,7 kilometer i sydväst-nordöstlig riktning.